# 80*60=98
『80＊60=98 FORWARD TO THE PAST』（フォワード・トゥ・ザ・パスト）は、CASCADEのアルバム。1998年6月17日にビクターエンタテインメントより発売された。

## 概要
前作から11か月ぶりに発売された。自身最大の売り上げを記録したアルバムである。
タイトルは、｢80＊60=98｣でFORWARD TO THE PASTと読む。

## 収録曲
1. la narración grande
作詞・作曲：MASASHI、編曲：CASCADE・白井良明
ベストアルバム｢VIVA NICE BEST｣にも収録された。
2. シグナルシグナル
作詞：TAMA、作曲：MASASHI、編曲：CASCADE・白井良明
3. S.O.S ロマンティック
作詞：MASASHI・TAMA、作曲：MASASHI、編曲：CASCADE・藤井丈司
5枚目のシングル。
4. 80＊60=98
作詞・作曲：MASASHI、編曲：CASCADE・白井良明
5. ベティー・ブルー
作詞：TAMA、作曲：MASASHI、編曲：CASCADE・白井良明
6. さらば80kmの青春
作詞・作曲：MASASHI、編曲：CASCADE・白井良明
7. Here goes KAIZOKU-SEN
作詞・作曲：MASASHI、編曲：CASCADE・白井良明・松本治
8. 中国's ロックンロール[instrumental]
作曲：MASASHI、編曲：CASCADE・白井良明
9. スーパーカー
作詞：TAMA・MASASHI、作曲：MASASHI、編曲：藤井丈司・CASCADE
4枚目のシングル。
10. MORNING GLORY
作詞・作曲：MAKKÕ、編曲：CASCADE・白井良明
11. 世界的有名烏鴉
作詞・作曲：MASASHI、編曲：CASCADE・白井良明
12. 咲き乱れよ 乙女たち
作詞：TAMA・MASASHI、作曲：MASASHI、編曲：CASCADE・白井良明
後に｢FLOWERS OF ROMANCE｣にタイトルを変更、リアレンジしシングルカットされた。
13. 湖の上50メートル
作詞・作曲：MASASHI、編曲：CASCADE・白井良明
ベストアルバム｢ピアザ｣、｢VIVA NICE BEST｣にも収録された。